# 460년대
460년대는 460년부터 469년까지를 가리킨다.